# Halte Heerenveen IJsstadion
Halte Heerenveen IJsstadion was een treinhalte in Heerenveen in de provincie Friesland. De halte bevond zich aan de spoorlijn van Leeuwarden naar Zwolle en bestond uit twee perrons, die anno 2025 nog steeds aanwezig zijn. Tussen beide perrons (in bajonetligging) bevindt zich de Rotstergaastweg.

## Geschiedenis

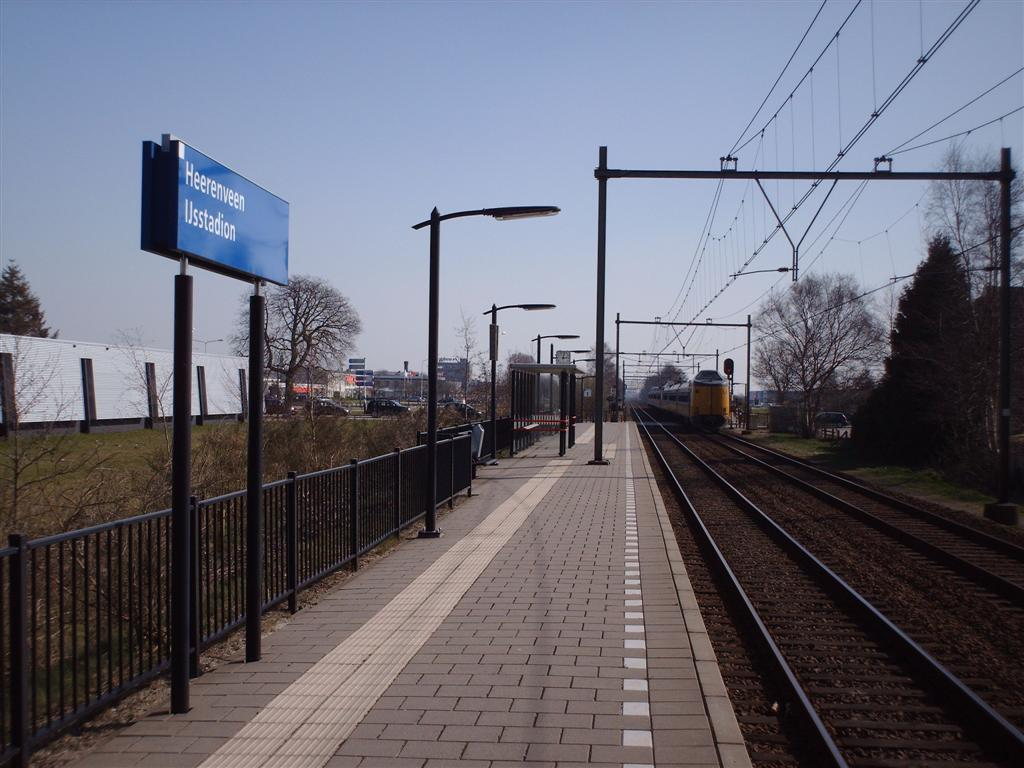
Perron noord, instap naar Leeuwarden (2007)

Halte Heerenveen IJsstadion werd in 1975 geopend voor reizigerstreinen. In 1977, slechts twee jaar na opening, werd de halte alweer gesloten, omdat die te weinig reizigers trok. Sindsdien werd de halte niet meer bediend door de reguliere treinseries, maar uitsluitend bij bepaalde evenementen in Thialf, het ijsstadion van Heerenveen.
Sinds 2015 stopt de trein tijdens schaatsevenementen niet meer bij deze halte. Het kost €10.000 per dag om de trein er te laten stoppen; Thialf en de KNSB hebben dat er niet voor over. De halte werd vanaf dat jaar vervangen door de Thialf Express, die tijdens deze evenementen tussen station Heerenveen en Thialf reed.
0,0: Arnhem Centraal ·
0,5: Arnhem Velperpoort ·
1,2: Arnhem Presikhaaf ·
1,3: Plattenburg ·
3,2: Café Unie ·
3,9: Hotel Naeff ·
4,2: Velp ·
7,0: Wordt-Rheden ·
8,0: Rheden ·
9,4: De Steeg ·
10,0: Hotel Den Engel ·
10,4: Diepesteeg ·
10,9: Holleweg ·
12,6: Ellecom ·
13,0: Villa Hofstetten ·
14,3: Dieren ·
16,2: Spankeren ·
18,4: Leuvenheim ·
20,3: Brummen ·
21,4: Weg naar Voorst ·
23,1: Het Vosje ·
24,4: Voorstonden ·
26,6: Hoven ·
27,5: Zutphen ·
28,0: Nieuwstad ·
30,2: Hungerink-Mettray ·
31,3: Eefde ·
35,3: Gorssel ·
36,2: Epse ·
40,0: Colmschate ·
40,9: Snippeling ·
43,5: Deventer ·
44,1: Boksbergerweg ·
45,6: De Platvoet ·
47,6: Rande ·
48,3: Diepenveen West ·
50,6: Puinweg ·
51,4: Hoenlo ·
53,1: Olst ·
55,5: Beltenweg ·
56,2: Duurschestraat ·
58,1: De Boerhaar ·
59,0: Bovendorp ·
59,6: Wijhe ·
62,8: Wijnvoorden ·
64,0: Herxen ·
65,5: Windesheim ·
68,0: Herculo ·
71,4: Ittersum ·
73,5: Zwolle ·
81,5: Berkum ·
88,0: Dedemsvaart ·
95,5: Staphorst ·
100,7: Meppel ·
106,3: Nijeveen ·
114,5: Steenwijk ·
120,0: Willemsoord ·
122,5: Peperga ·
127,0: Wolvega ·
134,6: Oudeschoot ·
134,6: Heerenveen IJsstadion ·
137,1: Heerenveen ·
143,7: Stobbegat ·
148,8: Akkrum ·
153,7: Grou-Jirnsum ·
158,1: Idaard-Roordahuizum ·
159,9: Wirdum ·
166,2: Leeuwarden
Akkrum ·
Buitenpost ·
De Westereen ·
Deinum ·
Dronryp ·
Feanwâlden ·
Franeker ·
Grou-Jirnsum ·
Harlingen ·
Harlingen Haven ·
Heerenveen ·
Hindeloopen ·
Hurdegaryp ·
IJlst ·
Koudum-Molkwerum ·
Leeuwarden ·
Leeuwarden Camminghaburen ·
Mantgum ·
Sneek ·
Sneek Noord ·
Stavoren ·
Wolvega ·
Workum
Voormalige stations: zie de lijst van voormalige spoorwegstations in Friesland